# Tom Gomes
"Tom Gomes" es un ex Baterista de las bandas de metalcore Aftershock, Catchthirteen y Killswitch Engage.
.
Se unió a Killswitch Engage después de la finalización de la grabación de su disco 2002,Alive or Just Breathing, y participó en Road Rage gira británica de 2002 y la Ozzfest de 2003
, tras lo cual dejó la banda y fue reemplazado por baterista de la banda Blood Has Been Shed Justin Foley. Gomes se fue con la banda durante la partida del exvocalista de Jesse Leach y la entrada de su sustituto, Howard Jones, y también participó en la escritura de la canciónWhen Darkness Falls.
Ahora está en "una especie de silueta" de la banda de rock. A diferencia de sus raíces hardcore en Aftershock y Killswitch Engage, una especie de silueta suena más melódico y oscuro. Su novia Sara Saffery canta en la banda también. También inició un proyecto con el exvocalista de Réplica Dutkiewicz Toby, que es el hermano de Adam Dutkiewicz 's, así como el propietario de la Devil's Head Recordings. Este proyecto es más similar a los actos Gomes metalcore anterior. Tom Gomes también aparece como un baterista invitado por 36 Crazyfists disco Rest Inside the Flames en la canción We Cannot Deny.
Tom coescribió la música para la canción junto con guitarrista de 36 Crazyfists Steve Holt.